# Alessandro Striggio (hijo)
Alessandro Striggio el Joven (ca. 1573-8 de junio de 1630) fue un libretista italiano, el hijo del compositor Alessandro Striggio. El joven Striggio es famoso sobre todo por su colaboración con el compositor Claudio Monteverdi. Escribió el libreto para la primera ópera de Monteverdi La fábula de Orfeo (1607), un hito en la historia del género, así como el ballo (ballet cantado) Tirsi e Clori. Striggio trabajó en la corte de Mantua y murió de peste mientras estaba en una misión diplomática en Venecia.
A pesar de que, por ser su padre músico y haber crecido en un ambiente artístico, aprendió a tocar la viola y llegó a tomar parte en algunas de las actividades musicales cortesanas, alrededor del año 1589 optó por estudiar leyes y comenzar una carrera diplomática al servicio de la familia Gonzaga, que a lo largo de su vida lo llevaría a visitar como embajador diversas ciudades europeas, desde Madrid hasta Venecia, el lugar donde falleció. Como sucedía habitualmente en la Italia del seicento, en la que en los ambientes más cultivados se atribuía un valor fundamental, no solamente al conocimiento, sino también a la práctica de las artes, Striggio procuró a lo largo de toda su vida que su carrera profesional no le impidiera llevar a la práctica el aprendizaje musical que había adquirido en su juventud, así como continuar en contacto con las grandes personalidades de su época dentro de las esferas artísticas. Este contacto tuvo lugar, sobre todo, dentro del círculo conocido como la Accademia degli Invaghiti, una de tantas reuniones cultas que proliferaban en la Italia del Humanismo, de la que el poeta y músico era miembro y en la que se le conocía bajo el apelativo de Il Ritenuto, es decir, “el reservado”. En pleno Renacimiento, el ambiente de muchas de estas academias estaba basado en la curiosidad por un pasado clásico que, desde el punto de vista del idealismo académico, constituía la manifestación humana más cercana a la perfección, así como en el sueño de intentar emular los viejos logros de los griegos y los romanos de la Antigüedad mediante los nuevos instrumentos, y esto dentro de campos tan variados como la arquitectura, la música o el desarrollo de la recién dignificada lengua italiana.
El conocimiento que Striggio poseía de la literatura y los mitos clásicos le permitió componer uno de los más significativos textos entre los que dieron lugar a la configuración del primitivo género operístico: el libreto de Orfeo, la primera de las óperas a la que pondría música Claudio Monteverdi. Para la composición de este libreto, Striggio se inspiró sin duda en el de la ópera Eurídice que había creado el florentino Ottavio Rinuccini y que había sido musicado por el compositor Jacopo Perien el entorno de otra de las academias italianas más significativas de la época: la Cameràta Fiorentina del conde Bardi. En el Orfeo de Striggio aparecen así diferentes ecos de la Eurídice de Rinuccini, aunque para componer su obra el autor se basó principalmente en fuentes argumentales clásicas como Las Metamorfosis de Ovidio o el Libro IV de las Geórgicas de Virgilio, si bien la ópera que finalmente fue representada coincide con la de Peri y Rinuccini en que los autores eligieron concluir la acción mediante un lieto fine, un final relativamente feliz que contribuyera de alguna manera a endulzar el ambiente de tragedia.
Además del libreto de Orfeo, Alessandro Striggio compuso otros para el mismo Claudio Monteverdi como el de la cantata dramática, hoy perdida, titulada Apollo, así como, con toda probabilidad, también el del ballet Tirsi e Clori. Observando los resultados de su colaboración con Monteverdi, otros compositores, como Marco da Gagliano le solicitaron textos que pudieran ser musicados: así surgieron las obras Il trionfo d’onore e Il balletto d’Ifigenia, representada en la ciudad de Mantua en el año 1608.